# Tanypus catemaco
Tanypus catemaco är en tvåvingeart som först beskrevs av Roback 1964.  Tanypus catemaco ingår i släktet Tanypus och familjen fjädermyggor. Inga underarter finns listade i Catalogue of Life.